# Équipe de Corée du Nord de rink hockey
L'équipe de Corée du Nord de rink hockey est la sélection nationale qui représente la Corée du Nord en rink hockey. Elle a participé à deux championnats du monde B, 1998 et 2004. Cette sélection ne fait plus partie du classement mondial du CIRH en raison de son absence lors des dernières compétitions mondiales. La Corée du Nord a également participé à plusieurs championnats d'Asie, compétition qu'elle a remporté en 2001, après une seconde place en 1999.